# Hormetica ventralis
Hormetica ventralis es una especie de insecto blatodeo de la familia Blaberidae, subfamilia Blaberinae.

## Distribución geográfica
Se pueden encontrar en Brasil.

## Sinónimo
- Dasyposoma nigra Brunner von Wattenwyl, 1865.